# 鍾復
鍾復（1400年—1443年），字弘彰，江西吉安府永豐縣人，明朝政治人物，探花及第，官至翰林院修撰。

## 生平

### 及第
宣德八年（1433年）癸丑科第一甲第三名進士（探花），授翰林院編修，歷官修撰。

### 上疏
鍾復與同鄉劉球交好。正統八年（1443年），劉球準備上疏論事，與鍾復約好一同署名。但鍾復之妻極力勸阻。劉球到鍾復拜訪，鍾復不在，其妻在屏間罵道：「汝自上疏，何累他人為！」劉球嘆道：「彼乃謀及婦人。」於是獨自上奏，結果得罪而死。不久，鍾復亦患病卒。

### 身後
鍾復死後，其妻常為此悔恨，稱早知如此，不如令二人一同赴死。鍾復子鍾同聞母之言，感動奮發，立承父志。後來鍾同果然考中進士，官監察御史，因上奏下獄而死。